# 菊水町
菊水町（きくすいまち）は、熊本県の北部にあった町で、2006年3月1日、隣の三加和町と対等合併して和水町となった。

## 地理
熊本県の北部内陸地域に位置する。
- 山：日平山
- 川：菊池川

## 歴史
- 1943年7月1日 - 江田村が町制施行。江田町となる。
- 1954年4月1日 - 江田町・花簇村・川沿村・東郷村が対等合併し、菊水町が発足。
- 2006年3月1日 - 三加和町と合併して和水町となり消滅。

## 産業

### 事業所を置く主要企業
- パナソニック システムネットワークス

### 特産品
- 菊水自然栽培米
- スイカ
- 豆腐

## 姉妹都市
- 公州市（大韓民国 忠清南道） - 1979年9月姉妹都市提携

## 地域

### 教育

#### 中学校
- 菊水町立菊水中学校

#### 小学校
- 菊水町立菊水中央小学校
- 菊水町立菊水西小学校
- 菊水町立菊水東小学校
- 菊水町立菊水南小学校

## 交通

### 空港
町内に空港なし。
- 最寄り空港は熊本空港・佐賀空港・福岡空港。

### 鉄道
町内に鉄道路線なし。
- 最寄り鉄道駅は玉名駅。

### バス路線

#### 一般路線バス
- 産交バス
  - 山鹿市 - 菊水町 - 玉名市

#### 高速バス
- 九州自動車道
  - 菊水インターチェンジ（菊水バスストップ）
    - ひのくに号：福岡空港 - 菊水 - 熊本市
    - ぎんなん号：北九州市 - 菊水
    - りんどう号：長崎市 - 菊水
    - さいかい号：ハウステンボス・佐世保市 - 菊水

### 道路
一般国道なし。

#### 高速道路
- 九州自動車道
  - 菊水インターチェンジ

#### 主要地方道
- 福岡県道・熊本県道3号大牟田植木線
- 熊本県道・福岡県道6号玉名立花線
- 熊本県道16号玉名山鹿線

#### 道の駅
- きくすい

## 名所・旧跡・観光スポット・祭事・催事
- 江田船山古墳
- トンカラリン
- 菊水ロマン館
- 菊水カヌー館
- 肥後民家村
- 菊水ゴルフ倶楽部（以前は桑名興業（社長・桑名正博）の経営）

## 出身有名人
- 野田知佑（カヌーイスト、作家）
- 廣田彩花（バドミントン選手）